# Fumika
Fumika  è un nome proprio di persona giapponese femminile.

## Origine e diffusione
Il nome può essere scritto con diverse combinazioni di kanji e può avere pertanto numerosi significati. Le combinazioni più comuni sono 史華 (i due kanji si possono tradurre rispettivamente come storia e bella), 富美加 (ricchezza, bellezza e aggiunta), 史加 (storia e aggiunta) e 文香 (frase o racconto e profumata), mentre in hiragana viene reso ふみか ed in katakana フミカ.

## Onomastico
Il nome è adespota, non essendo portato da alcuna santa, quindi l'onomastico ricade il 1º novembre, giorno di Ognissanti.

## Persone

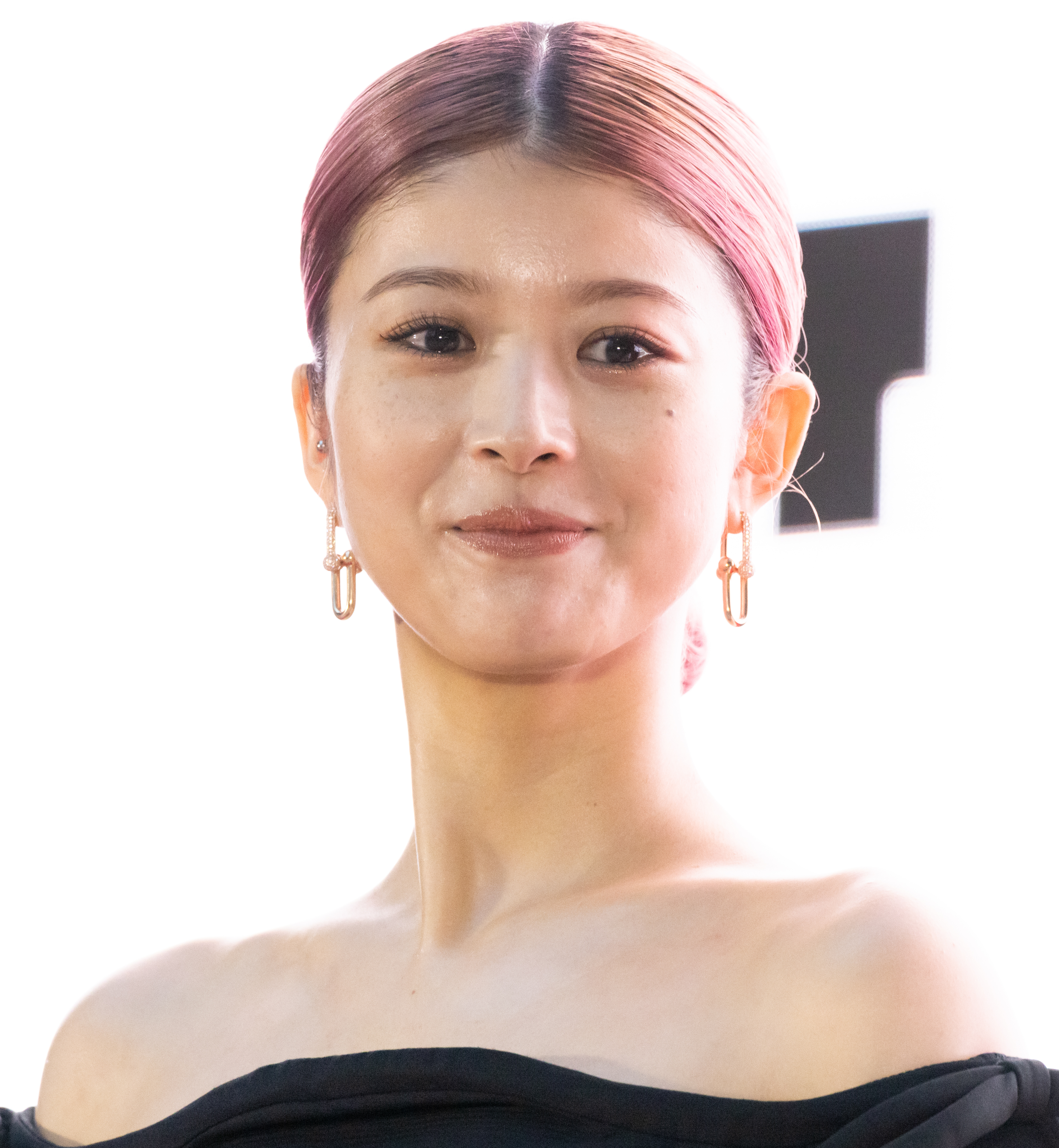
Fumika Baba

- Fumika Baba, attrice e modella giapponese
- Fumika Moriya, pallavolista giapponese
- Fumika Sasano, hockeista su ghiaccio giapponese

## Il nome nelle arti
- Fumika Narutaki (鳴滝 史伽?, Narutaki Fumika), personaggio del manga Negima
- Fumika Kitagou, personaggio di Strike Witches